# 沙劳越头鲨
沙劳越头鲨（学名：Cephaloscyllium sarawakensis）也称沙劳越绒毛鲨，是猫鲨科绒毛鲨属一种，分布于南海海域。种加词源自本种的模式产地马来西亚沙劳越。

## 鉴别特征
一种小型鲨鱼，成年沙劳越头鲨第一背鳍前有两个明显的深褐色鞍状斑，幼体则有3个。第一个鞍状斑紧靠眼睛后方，第二个鞍状斑位于胸鳍内缘和基部1/3处，幼体的第三个鞍状斑位于第一背鳍之前，随着身体生长而褪色。鳃孔上方和体侧具黑色圆形至长圆形斑。幼体身体和鳍上有许多波尔卡点。前鼻瓣呈三角形，沒有延长的皮瓣。全长（TL）长至约35厘米长时成熟，至少能长至44厘米长。